# A Ferencvárosi TC 2012–2013-as szezonja
Ez a szócikk a Ferencvárosi TC 2012–2013-as szezonjáról szól, amely sorozatban a negyedik, összességében pedig a 109. idénye volt a csapatnak a magyar első osztályban. A klub fennállásának ekkor volt a 114. évfordulója. A szezon 2012 júliusában kezdődött, és 2013 májusában fejeződött be.
A bajnokság első fordulójában, 2012. július 28-án, a Kecskeméti TE csapata ellen léptek pályára (1–1). 2012. augusztus 20-án Détári Lajos távozott a csapat éléről, helyét a holland Ricardo Moniz vette át. Az ősszel rendezett tizennyolc bajnoki forduló után a Ferencváros az ötödik helyen telelhetett. Tavasszal azonban nem sikerült elérni a korábban célkitűzésként megjelölt, a nemzetközi kupaindulást érő dobogó valamelyik fokát, hiszen ismét az ötödik helyen zártak. Utolsó bajnokijukat 2013. május 31-én, a Kaposvári Rákóczi ellen játszották (2–2).
2012. szeptember 26-án búcsúztak a magyar kupa küzdelmeitől a második fordulóban, a Szombathelyi Haladás ellenében (0–2). Az idény nagy eredménye, hogy a ligakupát története során először hódította el a zöld-fehér csapat, a Videotont legyőzve a székesfehérvári fináléban (5–1).
A szezon során elbúcsúztatták az Albert Flórián Stadiont, a csapat Szentélyét, amely lebontásra került. Helyére tervezetten 2014 őszéig egy modernebb és nagyobb aréna épül. Az építési munkálatok alatt a csapat a Puskás Ferenc Stadionban rendezte a szezon hátramaradó hazai mérkőzéseit. Ez alól csak az utolsó két otthoni bajnoki volt kivétel, mivel a Puskás Stadion már korábban le volt foglalva a Depeche Mode-koncert előkészületeire, illetve az Atlétika Diákolimpia országos döntőjére. Így a Ferencvárosi TC a győri ETO Parkban fogadta az MTK Budapestet és a Kaposvári Rákóczit.

## A szezon

### Nyári felkészülési időszak
Június–július
A csapat június 21-én kezdte el a felkészülést a 2012–13-as szezonra, azonban ekkor már három új játékos szerződtetése volt hivatalos. Június 18-án Máté János, június 20-án Aleksandar Alempijević, és Vladan Čukić került bemutatásra. Június 22-én újabb játékossal bővült a keret, Böde Dániel Paksról szerződött a Ferencvároshoz. Június 23-án lejátszották első felkészülési találkozójukat, Maglódon 5–0-ra nyertek Gajda István emlékmérkőzésén. Június 27-én Gyömbér Gábor, három nappal később pedig Orosz Márk írt alá kettő plusz egyéves szerződést. Előbbi a Lombard Pápától, utóbbi a Szeged 2011-től érkezett a Ferencvároshoz.
Július 4-én újabb tesztmeccset játszott a csapat, a Veszprém ellen, hazai környezetben (1–2). Még aznap a Magyar Labdarúgó-szövetség elkészítette a 2012–13-as bajnokság sorsolását, melyen kiderült, hogy a Ferencváros az első fordulóban a Kecskeméti TE-t fogadja. Július 7-én az első osztályú Paksi FC ellen játszottak edzőmérkőzést (1–2). Július 11-én Aszódon játszottak gálamérkőzést (6–2), július 14-én pedig két edzőmeccset is játszottak, előbb a Soroksár (5–1), majd a Dunaújváros-Pálhalma ellenében (2–4). Július 16-án a próbajátékon részt vevő Menyhárt Attila is a csapathoz szerződött, emellett még aznap bejelentették, hogy Liban Abdi négy év után elhagyta a Ferencvárost. Július 18-án a Vasas (1–0), majd három nappal később a Szigetszentmiklós (3–0), és a BKV Előre (4–1) ellen mérkőztek meg.

### Őszi szezon
Július–december

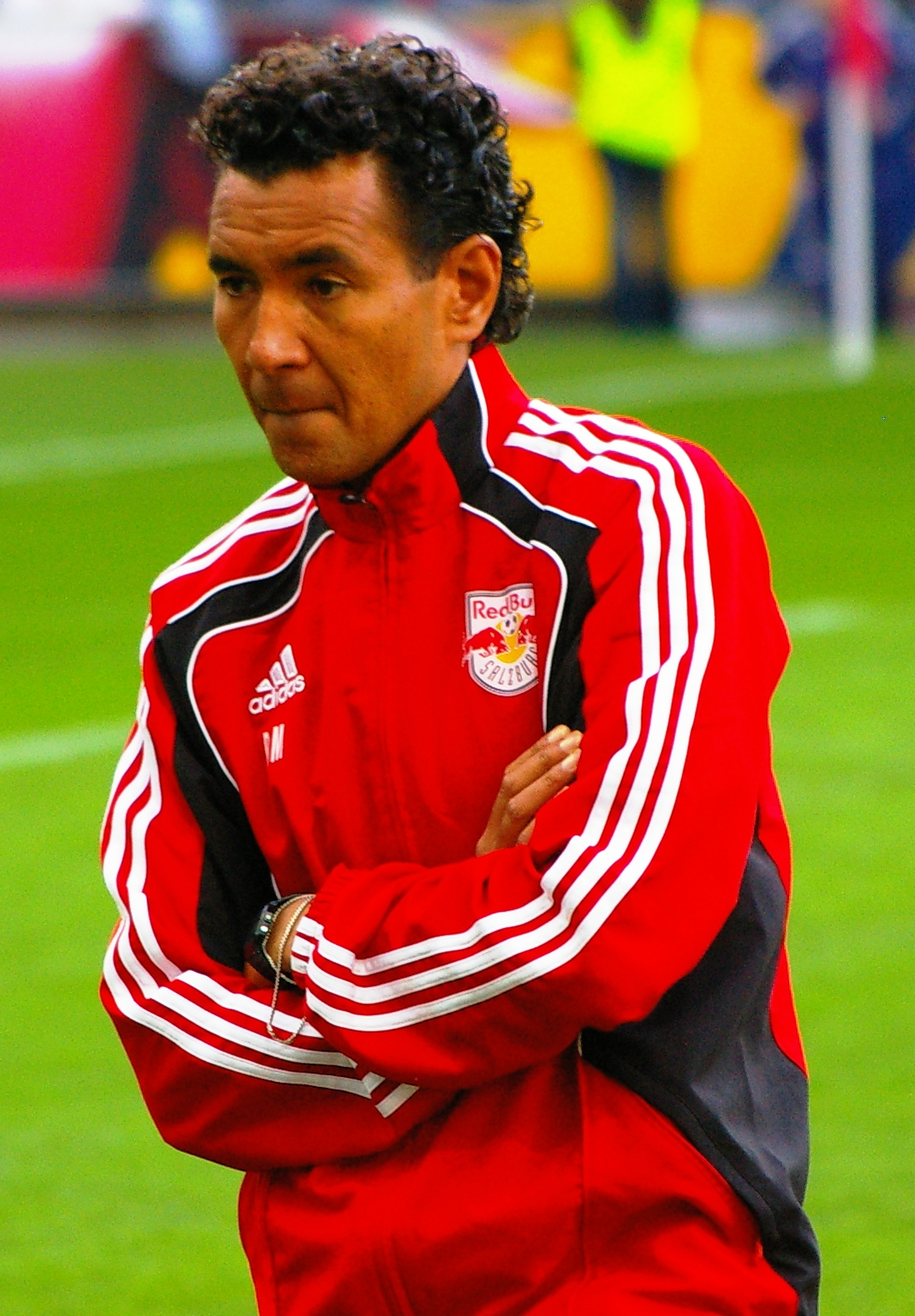
Ricardo Moniz

Július 28-án játszották le első bajnoki mérkőzésüket a 2012–13-as idényben. Az ellenfél a Kecskeméti TE volt, a mérkőzés végeredménye 1–1 lett. A csapat gólját a korábbi kecskeméti játékos, Alempijević szerezte. Július 31-én közös megegyezéssel szerződést bontottak Pölöskey Péterrel, aki 2008 nyara óta erősítette a csapatot. A második fordulóban gól nélküli döntetlent értek el a Pécsi MFC otthonában. A következő körben megszerezték első győzelmüket az új idényben, a Lombard Pápa ellenében (4–1). Augusztus 19-én 2–1-re kikaptak az Újpest csapatától, az egyik legrégibb és a legnagyobb figyelem övezte magyarországi rangadón. Augusztus 20-án a klub vezetősége közös megegyezéssel szerződést bontott a csapat vezetőedzőjével, Détári Lajossal. Détári 2011. augusztus 30-a óta irányította a Ferencvárost, összesen negyvenkét alkalommal. Utódját augusztus 21-én mutatták be, a holland Ricardo Moniz személyében. Moniz a Ferencvárosi TC történelmének összességében a hatvanegyedik, külföldiként pedig a hatodik szakvezetője lett. Segítőjének Máté Csabát nevezték ki, aki korábban a Paks csapatánál tevékenykedett.

„Mindenekelőtt nagyon boldog vagyok, hogy egy olyan nagy tradíciókkal rendelkező klubnál dolgozhatok, mint a Ferencváros. (...) Az első nap egy új klubnál mindig nagyon intenzív, és nem csak a játékosoknak, hanem az edzőnek is nehéz. Új keretet, egy új stábot és új körülményeket kell megismernem. A mai munka után úgy látom, hogy jó a csapategység. Igyekeztem mindenkivel beszélgetni, hogy minél hamarabb megismerjük egymást.”

– Ricardo Moniz – vezetőedző

Az új edző első tétmérkőzésén vereséget szenvedtek a Honvédtól (0–2). A 2012. évi nyári átigazolási szezon hajrájában három játékossal sikerült megállapodni. A szerb Milan Perić a Videotontól (kölcsönbe), a román Andrei Ionescu a Royal Antwerp FC-től, illetve a bosnyák Muhamed Bešić a Hamburger SV csapatától igazolt a Ferencvároshoz.
Szeptember 12-én a korábbi holland korosztályos válogatott Julian Jenner csatlakozott a csapathoz. Szeptember 14-én, egy Egri FC ellen elért idegenbeli döntetlen után (2–2), a csapat megszerezte az első győzelmét Moniz vezetésével, a Haladás ellen (2–1). Szeptember 26-án búcsúztak a magyar kupa küzdelmeitől a Haladás elleni 2–0-s vereséget követően. Szeptemberben elkezdődtek a ligakupa csoportküzdelmei is, melyben négy nap alatt két győzelmet aratott a csapat. Október 7-én a Videoton vendégeként szerepeltek, a hatalmas viharral beárnyékolt meccsen aratott 2–1-s győzelem azt mutatta, hogy erős csapat válhat a zöld-fehérekből. Azonban a vb-selejtezők miatti szünet után októberben, mindössze két döntetlent tudtak felmutatni. Ez arra volt elegendő, hogy októbert az 5. helyen tudták a tabellán befejezni.
November 3-án 4–2-re kikaptak az MTK Budapest elleni „örökrangadón”. November 8-án bejelentették a korábbi Bundesliga-játékos, Philipp Bönig érkezését. November 11-én a bajnoki címvédő Debreceni VSC látogatott az Albert Flórián Stadionba. Ez meglátszott az érdeklődésen is, a szezon addigi legmagasabb nézőszámát érték el (7 943 néző). A találkozó nagyon izgalmas volt, Józsi György 90. percben értékesített büntetőjével tartották otthon a három pontot (2–1). A bajnokság első felét egy győzelemmel, egy döntetlennel, illetve egy vereséggel zárta le a csapat, ami azt jelentette, hogy a tabellán a hatodik helyen telelnek. A csapat házi gólkirálya Böde lett, aki összesen 9 gólt ért el, emellett a szurkolók az ő Eger ellen jegyzett találatát választották Az ősz góljának.
December 5-én befejeződtek a ligakupa csoportkörének mérkőzései, a csapat a D csoport első helyén zárt, 16 ponttal. December 14-én a Magyar Labdarúgó-szövetség elkészítette a negyeddöntő sorsolását, ahol a Ferencváros a Lombard Pápát kapta ellenfeléül.

### Téli felkészülési időszak
Január–február
2013. január 3-án elkezdték a felkészülést a tavaszi idényre. Első felkészülési találkozójukat január 12-én a paksiak második csapata ellen játszották (4–0). Ezt követően, január 15. és január 24-e között nemzetközi felkészülési tornán vettek részt a spanyolországi Marbellán. A Dinamo Kijevet 3–2-re, a Steaua Bucureștit 2–1-re verték, míg az FC Basel ellen 2–2-s döntetlent játszottak. Ezeknek az eredményeknek köszönhetően megnyerték az Impact Cup elnevezésű sorozatot.
Február 6-án pályára lépett az élete első válogatott mérkőzését játszó Böde Dániel a magyar nemzeti csapat színeiben a Fehéroroszország elleni felkészülési találkozón. A Ferencvárosból legutóbb 2005-ben került be játékos a nemzeti csapatba (Tőzsér Dániel). Február 8. és február 15-e között edzőtáborban vettek részt a törökországi Belekben. Itt négy edzőmeccset játszottak, mindegyik döntetlennel ért véget.

### Tavaszi szezon
Február–június

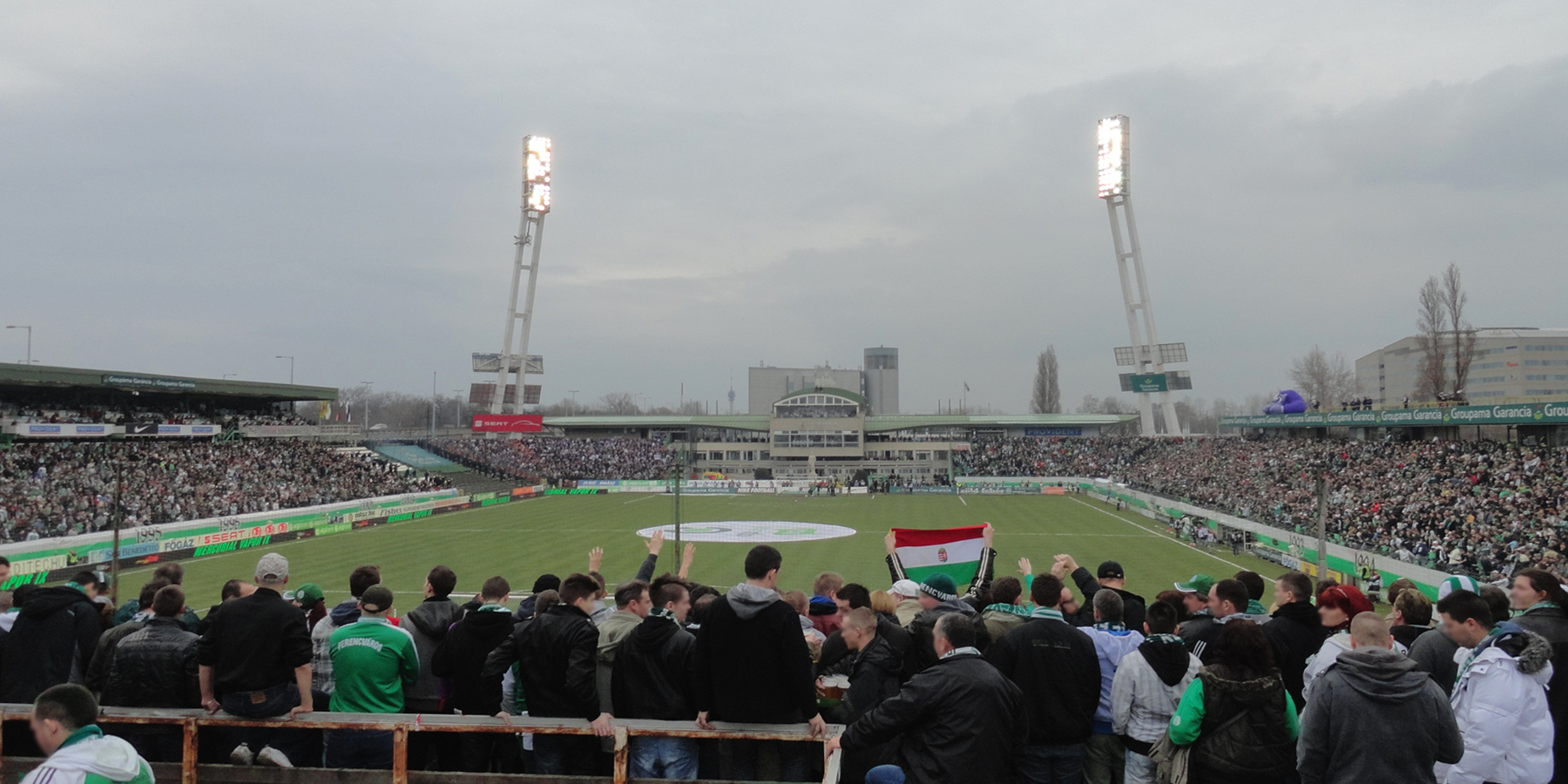
2013. március 10.: Teltház az Újpest elleni rangadón

Február 20-án játszották első tétmeccsüket a tavaszi idényben, a Pápát 3–1-re győzték le a ligakupa negyeddöntőjének odavágóján. Még aznap szerződést kötöttek a korábbi brazil utánpótlás-válogatott, UEFA-kupa-győztes labdarúgóval, Leonardóval. Ő volt a csapat negyedik szerzeménye a téli átigazolási időszakban, Júnior Fell, Quenten Martinus, illetve Stanley Aborah után. Február 28-án profi szerződést kötöttek Csilus Tamással, az U19-es csapat tehetségével.
Március 3-án háromgólos sikert arattak Pápán a tavaszi idénynyitón (3–0). Három nappal később újból Pápára utazott a csapat, ezúttal a ligakupa negyeddöntőjének visszavágójára. A rendes játékidőt követően, ledolgozva a hátrányukat, 3–1-re vezettek a hazaiak, ami kétszer tizenöt perces hosszabbítás eredményezett. Itt mindkét fél betalált még a kapuba, ezáltal a találkozó végeredménye 4–2 lett. Összesítésben a csapatok 5–5-tel zártak, de idegenben lőtt több góllal a zöld-fehérek jutottak az elődöntőbe. Március 10-én rendezték az NB I tizenkilencedik fordulójában a Ferencváros–Újpest-rangadót. A találkozót megelőzően a hazai csapat számított esélyesebbnek. A mérkőzést 17 000 néző tekintette meg a helyszínen, a felfokozott érdeklődést mutatta, hogy a jegyek már közel egy héttel korábban elkeltek a találkozóra. A mérkőzés: a 41. percben Somália találatával szerzett vezetést a Fradi, azonban Kabát Péter az 51. percben döntetlenre módosította az eredményt. A derby hajrája óriási izgalmakat hozott, Čukić a 93. percben döntött a IX. kerületiek javára (2–1). Ez volt a 70., egyben utolsó Ferencváros–Újpest, amelyet az 1974-ben átadott Albert Flórián Stadionban (korábban Üllői úti stadion) rendeztek. Az FTC 43 alkalommal aratott győzelmet ezeken a találkozókon.
Az utolsó rangadó szellemében a szurkolók látványos koreográfiával búcsúztatták el a stadiont. A zöld és fehér négyzetekből álló, az egész stadiont átfogó élőképen feketével az 1974-es és a 2013-as évszám rajzolódott ki, alatta pedig a klub addigi bajnoki címeinek évszámai sorakoztak. A B-Közép előtt pedig egy Albert Flóriánt ábrázoló kép volt látható. A legendás játékos képe alatt az „Otthonunk e szentély” felirat volt olvasható. Az N és O szektorokban az Erkölcs Erő Egyetértés Mozgalom egy, a legelső ferencvárosi stadiont és a klub címerét tartó sast ábrázoló élőképet készített, amely fölött egy kiírás állt: „A körítés változik, a lényeg állandó!” A második félidő előtt a szurkolók egész stadionos látványos pirotechnikai bemutatót tartottak. A drukkerek teljesítményéről több nemzetközi szurkolói oldal is elismeréssel írt.
A sikernek köszönhetően a csapat az ötödik helyre lépett előre a tabellán.

„A mai találkozó nagy eseménye volt a magyar futballnak. Kiváló érzés volt, hogy ennyi embert megmozgatott ez a találkozó. Nehéz olyan csapat ellen játszani, amelynek éppen elbocsátják az edzőjét, ez ugyanis plusz motivációt ad a játékosoknak. Fontos volt, hogy fegyelmezettek legyünk, hiszen az Újpest jó csapat. (...) Ilyen hangulatot és hálát még nem tapasztaltam eddigi karrierem alatt. Álom forgatókönyv volt, amelyet évekig nem fogunk elfelejteni. A Fradinak nemzetközi porondon kell szerepelnie, az lesz a célunk, hogy ezt elérjük..”

– Ricardo Moniz

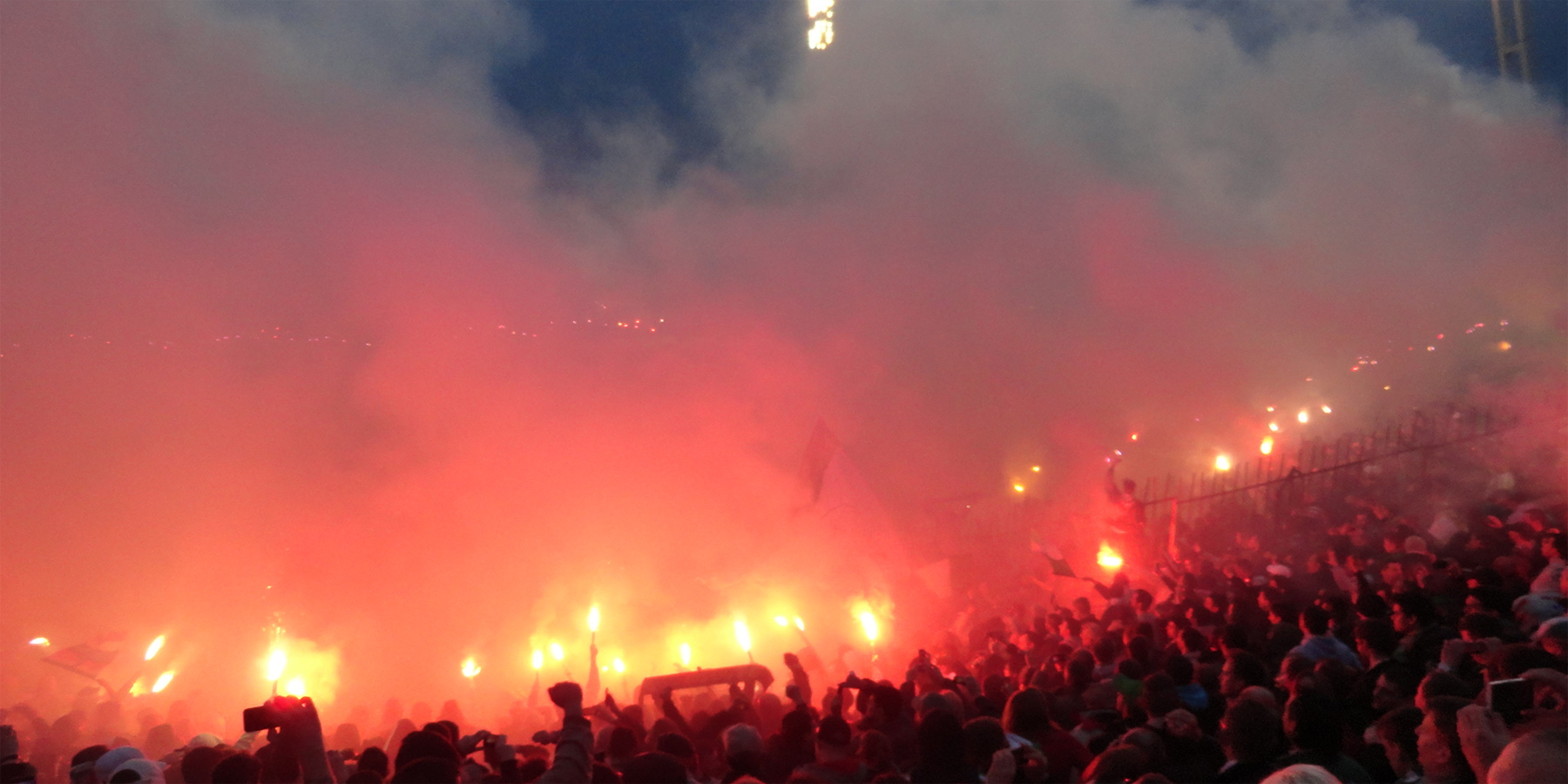
2013. március 10.: Teltház az Újpest elleni rangadón.

A rangadó utózöngéje, hogy az Magyar Labdarúgó Szövetség kétmillió forintos büntetést rótt ki a klubra a különféle rendzavarások miatt (emellett egy zárt kapus mérkőzést rendelt el – felfüggesztve a bajnokság végéig). A döntést követő fellebbezés eredményeként a szövetség eltörölte a felfüggesztett zárt kapus büntetést, azonban 3,5 milliósra növelte a pénzbüntetés mértékét.
A következő fordulóban nem léptek pályára, a március 15-én kialakult hóhelyzet miatt a szövetség a játéknap elhalasztása mellett döntött. Március 19-én megszületett a döntés, hogy az Albert Stadion építése alatt a Puskás Ferenc Stadionban fogadja ellenfeleit a gárda (a teljes 2013–14-es szezonban). Március 20-án 3–1-s idegenbeli győzelmet arattak az Egri FC ellen, a ligakupa elődöntőjében. A március 23-i visszavágón 1–0-s hazai siker született, ezáltal eldőlt, hogy a Ferencváros története során először szerepelhet a ligakupa fináléjában.

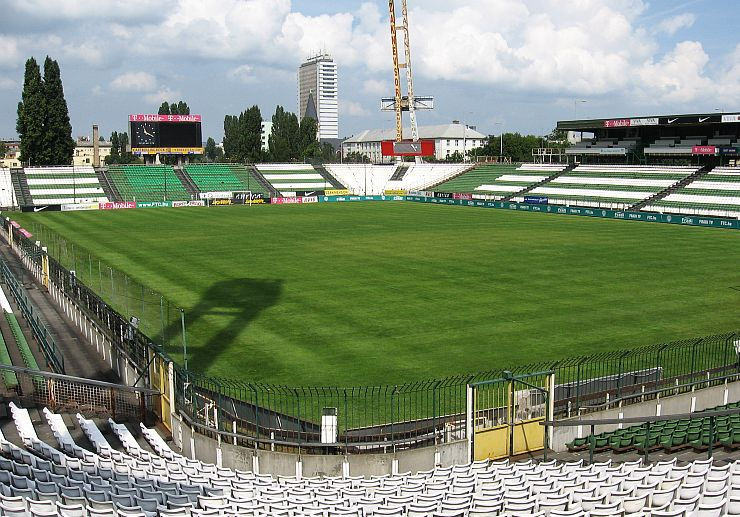
A búcsúzó Albert Flórián Stadion.

Március 24-én az Albert Flórián Stadion búcsúmérkőzésén az erdélyi CFR Cluj csapata vendégeskedett az Üllői úton (0–0). A mérkőzés alkalmával nem csak a stadiontól, hanem számos legendától is búcsúzott a klubvezetés, illetve a szurkolók. Pályára lépett Lipcsei Péter, Dragóner Attila, Lisztes Krisztián, Rósa Dénes, Balog Zoltán, valamint Keller József is. A hétvége krónikájához hozzátartozik az is, hogy a két klub bejelentette, hogy együttműködési megállapodást kötöttek.
A stadion bontását a következő héten kezdték meg.
Március 30-án először léptek pályára bajnokin a Puskás Stadionban. Az Eger csapatát 4–0 arányban sikerült legyőzni. Ezzel a három ponttal a negyedik helyre jöttek fel a tabellán. Ilyen előkelő helyen korábban még nem szerepeltek a bajnokság során. Április 6-án Szombathelyen játszottak 0–0-s döntetlent. Április 9-én a Magyar Olimpiai Bizottság Fair Play-díjjal tüntette ki az FTC-t. Április 13-án Böde mesterhármasának is köszönhetően 4–2-re verték a kieső helyen álló siófoki csapatot. Április 16-án megszakadt a bajnokságban hét meccs óta húzódó veretlenségi sorozat, a Honvéd otthonában (0–1).
Április 24-én a székesfehérvári Sóstói Stadionban rendezték a ligakupa 2012–13-as kiírásának a fináléját, ahova a ferencvárosiak egy miskolci döntetlen (24. forduló: 2–2) után érkeztek. Ellenfelük a Videoton csapata volt. Előzetesen mindkét fél számára egyenlő esélyek mutatkoztak a trófea elhódítására. A Fradi ezt megelőzően döntőben legutóbb a 2004–2005-ös magyar kupa fináléjában szerepelhetett. A mérkőzésen a zöld-fehérek szerezték meg a vezetést, majd a félidőre 3–1-re növelték az előnyüket. A második játékrészben újabb két gólt értek el, ezáltal beállítva a kiütéses, 5–1-s végeredményt. Az FTC ezzel a sikerrel története során először szerezte meg a ligakupa-trófeát.
A Ferencváros kezdőcsapata a döntő alkalmával: Jova – Somália, Gyömbér, Bešić, Bönig – Čukić, Józsi (csk) – Aborah, Leonardo, Jenner – Böde.

„Fantasztikus érzés egy ilyen nagyszerű csapat ellen győzni. Nagyon messziről indultunk, mivel messze voltunk az Európa-liga-szereplést érő helytől, ami a célunk. Nagyon kicsi a különbség a vereségek és a győzelmek között, apró momentumokon múlik a siker és a kudarc. A mai meccs is ilyen volt, hiszen bármi megtörténhetett volna. Élvezni kell ezt a napot, de nagyon fontos, hogy észnél legyünk, mivel a vasárnapi meccs is nagyon fontos. Egy döntőben nagyon fontos, hogy melyik csapat teszi jobban oda magát. Mindkét csapat a támadófocira esküszik, mindkettő támadószellemben játszik. Ma nekünk sikerült jobban, de két jó csapat találkozója volt a mai.”

– Ricardo Moniz

„A siker kulcsát abban látom, hogy nem hagytuk kibontakozni a Videotont. Úgy fogtuk fel a mai mérkőzést, hogy nincs mit veszítenünk. Mindenki élvezte a játékot, ez talán kívülről is látszott. Folyamatosan alakítottuk ki a helyzeteket, és ma sok gólt is szereztünk ezekből.”

– Józsi György 

Április 28-án újra összecsapott a két gárda, ezúttal az OTP Bank Liga 25. fordulójában, Budapesten. A hazaiak egy győzelem esetén pontszámban beérhették volna az előttük álló székesfehérvári csapatot. Azonban ez nem jött össze, a vendég csapat Torghelle Sándor első percben szerzett találatával megszerezték a három pontot. Az elszenvedett vereségnek köszönhetően a csapat nagyon nehéz helyzetbe került a dobogóért folytatott harcban.
A következő körben Paksra látogattak, ahol magabiztosan 3–1 arányban nyertek. Muhamed Bešić első gólját érte el a ferencvárosiak játékosaként. A csapat a 26. fordulót követően az ötödik helyen állt, három pont választotta el az Európa-ligát jelentő harmadik pozíciótól. A 27. fordulóban sorsdöntő mérkőzés következett, a Győri ETO otthonában. A hazaiaknak három pont hiányzott ekkor a biztos bajnoki címhez, míg a vendégek egy győzelemmel a negyedik helyre léphettek volna előre. Az ETO Park 13 700 fős közönsége azt figyelhette, hogy a vendégcsapat a kezdeményezőbb, a hazaiak kontrákra rendezkedtek be. A második félidőben Völgyi Dániel tizenegyesével mégis a győriek nyertek, az ETO története során 4. alkalommal lett bajnok. A Ferencváros nagyon nehéz helyzetbe került a dobogóért vívott harcban. A találkozó krónikájához hozzátartozik, hogy Leonardo, a csapat meghatározó játékosa, szárkapocscsont-törést szenvedett. Az eset nagy felháborodást váltott ki. Május 13-án bejelentették, hogy az utolsó két hazai bajnokijukat Győrben játsszák le. Május 18-án az MTK elleni örökrangadón, magabiztos, 2–0-s győzelmet arattak. A csapatot 3200 szurkoló kísérte el a Rába-parti városba. Május 25-én, a Honvéd győzelme miatt biztossá vált, hogy a Ferencváros nem érhet oda a dobogós helyek valamelyikére, ezáltal nem szerepelhet a következő szezonban az európai kupaporondon. Másnap, a már biztos Európa-liga induló (kupagyőztes) DVSC ellen nyertek 3–2-re. A csapat 2001 után tudott újra bajnokit nyerni Debrecenben, és sikerének köszönhetően megelőzte riválisát.
A Ferencváros 2013. május 31-én, a Kaposvári Rákóczi elleni bajnokin lépett pályára utoljára a szezon során (2–2). A csapat az ötödik helyen zárta az OTP Bank Liga küzdelmeit.
A csapat vezetőedzője, Ricardo Moniz így értékelte az évadot:

„Ha az évet értékeljük, tükörbe kell néznünk, le kell vonnunk a tanulságokat, amelyek, néhány embernek, meglehet, fájóak lesznek. Ilyen közönséggel a hátunk mögött közel voltunk ahhoz, hogy a maximumot kihozzuk magunkból, de ha bajnokok akarunk lenni, több helyen erősítenünk kell.”

– Ricardo Moniz

## Játékoskeret
| No. |     | Poszt | Játékos              |
| --- | --- | ----- | -------------------- |
| 1   | SVN | K     | Marko Ranilovič      |
| 3   | NED | V     | Mark Otten           |
| 4   | HUN | V     | Sváb Dániel          |
| 5   | GER | V     | Philipp Bönig        |
| 7   | BIH | KP    | Aleksandar Jovanović |
| 8   | HUN | KP    | Józsi György         |
| 10  | SRB | CS    | Milan Perić          |
| 11  | BEL | KP    | Stanley Aborah       |
| 13  | HUN | CS    | Böde Dániel          |
| 14  | ROM | KP    | Andrei Ionescu       |
| 15  | HUN | V     | Birtalan János       |
| 16  | HUN | KP    | Csilus Tamás         |
| 17  | HUN | KP    | Batik Bence          |
| 18  | HUN | KP    | Gárdos András        |
| 19  | HUN | KP    | Gyömbér Gábor        |

| No. |     | Poszt | Játékos                |
| --- | --- | ----- | ---------------------- |
| 21  | BIH | V     | Muhamed Bešić          |
| 23  | BRA | V     | Júnior Fell            |
| 24  | HUN | KP    | Nyilasi Bálint         |
| 27  | NED | KP    | Julian Jenner          |
| 30  | SRB | KP    | Vladan Čukić           |
| 33  | HUN | KP    | Holman Dávid           |
| 39  | HUN | KP    | Orosz Márk             |
| 41  | HUN | K     | Kunsági Roland         |
| 44  | CZE | V     | Martin Klein           |
| 55  | HUN | K     | Jova Levente           |
| 66  | SRB | KP    | Aleksandar Alempijević |
| 77  | FIN | KP    | Juha Hakola            |
| 88  | BRA | CS    | Somália                |
| 91  | NED | KP    | Quenten Martinus       |
| 99  | BRA | CS    | Leonardo               |

## Átigazolások
Az alábbi táblázatban láthatóak a Ferencváros játékosmozgásai a 2012–13-as szezonban.
| A táblázat a jobb oldali szövegre kattintva nyitható/csukható | A táblázat a jobb oldali szövegre kattintva nyitható/csukható | A táblázat a jobb oldali szövegre kattintva nyitható/csukható | A táblázat a jobb oldali szövegre kattintva nyitható/csukható | A táblázat a jobb oldali szövegre kattintva nyitható/csukható | A táblázat a jobb oldali szövegre kattintva nyitható/csukható |
| Érkezett játékosok                                            | Érkezett játékosok                                            | Érkezett játékosok                                            | Érkezett játékosok                                            | Érkezett játékosok                                            | Érkezett játékosok                                            |
| #                                                             | Poszt                                                         | Játékos                                                       | Kor                                                           | Honnan                                                        | Időpont                                                       |
| ------------------------------------------------------------- | ------------------------------------------------------------- | ------------------------------------------------------------- | ------------------------------------------------------------- | ------------------------------------------------------------- | ------------------------------------------------------------- |
| 5                                                             | V                                                             | Philipp Bönig                                                 | 32                                                            | szabadon igazolható                                           | 2012. november 8.                                             |
| 10                                                            | CS                                                            | Milan Perić                                                   | 26                                                            | Videoton (kölcsönbe)                                          | 2012. augusztus 27.                                           |
| 11                                                            | KP                                                            | Stanley Aborah                                                | 25                                                            | ND Mura 05                                                    | 2013. február 20.                                             |
| 11                                                            | CS                                                            | Máté János                                                    | 22                                                            | Puskás Akadémia                                               | 2012. június 18.                                              |
| 12                                                            | K                                                             | Mester Tamás                                                  | 24                                                            | Budaörs (kölcsönből vissza)                                   | 2012. június 30.                                              |
| 13                                                            | CS                                                            | Böde Dániel                                                   | 25                                                            | Paksi FC                                                      | 2012. június 22.                                              |
| 14                                                            | KP                                                            | Andrei Ionescu                                                | 24                                                            | Royal Antwerp                                                 | 2012. augusztus 30.                                           |
| 16                                                            | KP                                                            | Csilus Tamás                                                  | 17                                                            | Ferencváros U19                                               | 2013. február 28.                                             |
| 17                                                            | KP                                                            | Bölcsföldi Viktor                                             | 24                                                            | Szigetszentmiklósi TK (kölcsönből vissza)                     | 2012. június 30.                                              |
| 19                                                            | KP                                                            | Gyömbér Gábor                                                 | 24                                                            | Lombard Pápa                                                  | 2012. június 27.                                              |
| 20                                                            | KP                                                            | Menyhárt Attila                                               | 27                                                            | REAC                                                          | 2012. július 16.                                              |
| 21                                                            | V                                                             | Muhamed Bešić                                                 | 19                                                            | Hamburg                                                       | 2012. augusztus 31.                                           |
| 23                                                            | V                                                             | Júnior Fell                                                   | 20                                                            | Metropolitano                                                 | 2013. február 7.                                              |
| 27                                                            | KP                                                            | Julian Jenner                                                 | 28                                                            | Vitesse                                                       | 2012. szeptember 12.                                          |
| 30                                                            | KP                                                            | Vladan Čukić                                                  | 31                                                            | Kecskeméti TE                                                 | 2012. június 20.                                              |
| 39                                                            | KP                                                            | Orosz Márk                                                    | 22                                                            | Szeged 2011                                                   | 2012. június 30.                                              |
| 66                                                            | KP                                                            | Aleksandar Alempijević                                        | 23                                                            | Kecskeméti TE                                                 | 2012. június 20.                                              |
| 88                                                            | CS                                                            | Somália                                                       | 23                                                            | Bangu                                                         | 2012. június                                                  |
| 91                                                            | KP                                                            | Quenten Martinus                                              | 21                                                            | SC Heerenveen                                                 | 2013. február 18.                                             |
| 99                                                            | CS                                                            | Leonardo                                                      | 29                                                            | szabadon igazolható                                           | 2013. február 20.                                             |
| Távozott játékosok                                            |                                                               |                                                               |                                                               |                                                               |                                                               |
| #                                                             | Poszt                                                         | Játékos                                                       | Kor                                                           | Hová                                                          | Időpont                                                       |
| 10                                                            | KP                                                            | Lisztes Krisztián                                             | 35                                                            | Szeged 2011                                                   | 2012. június 5.                                               |
| 11                                                            | CS                                                            | Máté János                                                    | 22                                                            | BFC Siófok (kölcsönbe)                                        | 2013. január 6.                                               |
| 11                                                            | CS                                                            | Oláh Lóránt                                                   | 32                                                            | Kaposvári Rákóczi (kölcsönből vissza)                         | 2012. június 5.                                               |
| 12                                                            | K                                                             | Mester Tamás                                                  | 24                                                            | Balmazújváros                                                 | 2012. augusztus 22.                                           |
| 13                                                            | V                                                             | Júnior                                                        | 24                                                            | AZAL PFK                                                      | 2012. július 11.                                              |
| 19                                                            | KP                                                            | Liban Abdi                                                    | 23                                                            | Olhanense                                                     | 2013. július 16.                                              |
| 20                                                            | KP                                                            | Menyhárt Attila                                               | 28                                                            | BFC Siófok                                                    | 2013. január 4.                                               |
| 20                                                            | KP                                                            | Rósa Dénes                                                    | 35                                                            | visszavonult                                                  | 2012. június 5.                                               |
| 21                                                            | KP                                                            | Zsivóczky Norbert                                             | 24                                                            | Szigetszentmiklósi TK (kölcsönbe)                             | 2013. augusztus 8.                                            |
| 22                                                            | KP                                                            | Busai Attila                                                  | 24                                                            | Szolnoki MÁV (kölcsönbe)                                      | 2013. február 3.                                              |
| 26                                                            | V                                                             | Grúz Tamás                                                    | 27                                                            | Szolnoki MÁV (kölcsönbe)                                      | 2013. január 17.                                              |
| 25                                                            | KP                                                            | Maróti Béla                                                   | 33                                                            | Lombard Pápa                                                  | 2012. július 24.                                              |
| 27                                                            | KP                                                            | Kulcsár Dávid                                                 | 24                                                            | Paksi FC                                                      | 2012. június 28.                                              |
| 29                                                            | V                                                             | Fülöp Noel                                                    | 24                                                            | BFC Siófok                                                    | 2012. augusztus 29.                                           |
| 35                                                            | KP                                                            | Héctor Gabriel Morales                                        | 22                                                            | Estudiantes (kölcsönből vissza)                               | 2012. június 5.                                               |
| 40                                                            | K                                                             | Végh Zoltán                                                   | 41                                                            | visszavonult                                                  | 2012. június 1.                                               |
| 60                                                            | CS                                                            | Pölöskey Péter                                                | 23                                                            | Debreceni VSC                                                 | 2012. július 31.                                              |
| 78                                                            | V                                                             | Balog Zoltán                                                  | 34                                                            | Gyirmót                                                       | 2012. június 5.                                               |
| 88                                                            | CS                                                            | Somália                                                       | 23                                                            | Bangu (kölcsönből vissza)                                     | 2012. június 1.                                               |
| 97                                                            | CS                                                            | Marko Šimić                                                   | 24                                                            | GKS Bełchatów                                                 | 2012. június 5.                                               |
| 99                                                            | CS                                                            | Beliczky Gergő                                                | 22                                                            | Lombard Pápa                                                  | 2013. január 18.                                              |

## Szakmai stáb
| Beosztás                      | Név                       |
| ----------------------------- | ------------------------- |
| Vezetőedző                    | Ricardo Moniz             |
| Pályaedző                     | Máté Csaba                |
| Kapusedző                     | Balogh Tamás              |
| Erőnléti edző                 | Bali Péter                |
| Masszőr                       | Eisemann László           |
| Masszőr                       | Lipcsei Gábor             |
| Szertáros / Masszőr           | Czakó Péter               |
| Technikai vezető              | Haáz Ferenc               |
| Orvos                         | Dr. Pánics Gergely        |
| Orvos                         | Dr. Reha Gábor            |
| Gyógytornász, Fizikoterapeuta | Dr. Szarvasné Magyar Irén |
| Sportpszichológus             | Nagy Sándor               |

## Statisztikák

### Játékosok statisztikái
A Ferencváros 2012–13-as szezonja során összesen harminchét játékos játszott a csapat színeiben. Ezek közül húsz magyar, három brazil, három holland, három szerb, két bosnyák, egy német, egy cseh, egy finn, egy román, egy szlovén, illetve egy ghánai–belga nemzetiségű.
A legfiatalabb pályára lépő Csilus Tamás volt, aki 2013. március 3-án, a Lombard Pápa ellen 17 évesen, 9 hónaposan és 26 naposan kapta meg a bizalmat. Phillipp Bönig volt a legidősebb tagja a csapatnak, aki 2013. május 12-én, a Győri ETO ellen 33 évesen, 1 hónaposan és 22 naposan volt a kezdőcsapat tagja.
| #                                                  | Poszt | Játékos                | Nemzetiség | Bajnokság | Bajnokság | Bajnokság | Kupa | Kupa | Ligakupa | Ligakupa | Összesen | Összesen |
| #                                                  | Poszt | Játékos                | Nemzetiség | M         | Gól       | JP        | M    | Gól  | M        | Gól      | M        | Gól      |
| -------------------------------------------------- | ----- | ---------------------- | ---------- | --------- | --------- | --------- | ---- | ---- | -------- | -------- | -------- | -------- |
| 1                                                  | K     | Marko Ranilovič        | SLO        | –         | –         | –         | 1    | (–2) | 6        | (–4)     | 7        | (–6)     |
| 3                                                  | V     | Mark Otten             | NED        | 11        | 0         | 762       | 1    | 0    | 4        | 0        | 16       | 0        |
| 4                                                  | V     | Sváb Dániel            | HUN        | 22        | 0         | 1874      | 1    | 0    | 8        | 0        | 31       | 0        |
| 5                                                  | V     | Philipp Bönig          | GER        | 7         | 0         | 595       | –    | –    | 1        | 0        | 8        | 0        |
| 7                                                  | KP    | Aleksandar Jovanović   | BIH        | 16        | 0         | 1122      | 1    | 0    | 5        | 0        | 22       | 0        |
| 8                                                  | KP    | Józsi György           | HUN        | 28        | 5         | 2423      | –    | –    | 7        | 1        | 35       | 6        |
| 10                                                 | CS    | Milan Perić            | SRB        | 16        | 4         | 733       | 1    | 0    | 7        | 6        | 24       | 10       |
| 11                                                 | KP    | Stanley Aborah         | GHA · BEL  | 7         | 1         | 485       | –    | –    | 3        | 3        | 10       | 4        |
| 13                                                 | CS    | Böde Dániel            | HUN        | 30        | 17        | 2653      | 1    | 0    | 6        | 3        | 37       | 20       |
| 14                                                 | KP    | Andrei Ionescu         | ROM        | 13        | 1         | 716       | 1    | 0    | 4        | 1        | 18       | 2        |
| 15                                                 | V     | Birtalan János         | HUN        | 1         | 0         | 1         | –    | –    | –        | –        | 1        | 0        |
| 16                                                 | KP    | Csilus Tamás           | HUN        | 1         | 0         | 1         | –    | –    | 2        | 0        | 3        | 0        |
| 17                                                 | KP    | Batik Bence            | HUN        | –         | –         | –         | –    | –    | 3        | 0        | 3        | 0        |
| 18                                                 | KP    | Gárdos András          | HUN        | 1         | 0         | 7         | –    | –    | 3        | 0        | 4        | 0        |
| 19                                                 | KP    | Gyömbér Gábor          | HUN        | 30        | 2         | 2660      | 1    | 0    | 8        | 0        | 39       | 2        |
| 21                                                 | V     | Muhamed Bešić          | BIH        | 22        | 1         | 1751      | 1    | 0    | 4        | 0        | 27       | 1        |
| 23                                                 | V     | Júnior Fell            | BRA        | 1         | 0         | 90        | –    | –    | 1        | 0        | 2        | 0        |
| 24                                                 | KP    | Nyilasi Bálint         | HUN        | –         | –         | –         | –    | –    | 1        | 0        | 1        | 0        |
| 27                                                 | KP    | Julian Jenner          | NED        | 20        | 5         | 1533      | 1    | 0    | 7        | 4        | 28       | 9        |
| 30                                                 | KP    | Vladan Čukić           | SRB        | 28        | 2         | 1818      | 1    | 0    | 9        | 3        | 38       | 5        |
| 33                                                 | KP    | Holman Dávid           | HUN        | 4         | 0         | 166       | –    | –    | 1        | 0        | 5        | 0        |
| 39                                                 | KP    | Orosz Márk             | HUN        | 20        | 1         | 645       | 1    | 0    | 8        | 0        | 29       | 1        |
| 41                                                 | K     | Kunsági Roland         | HUN        | –         | –         | –         | –    | –    | 1        | (–1)     | 1        | (–1)     |
| 44                                                 | V     | Martin Klein           | CZE        | 18        | 2         | 1140      | 1    | 0    | 6        | 0        | 25       | 2        |
| 55                                                 | K     | Jova Levente           | HUN        | 30        | (–36)     | 2700      | –    | –    | 4        | (–6)     | 34       | (–42)    |
| 66                                                 | KP    | Aleksandar Alempijević | SRB        | 16        | 2         | 1284      | –    | –    | 4        | 0        | 20       | 2        |
| 77                                                 | KP    | Juha Hakola            | FIN        | 7         | 0         | 202       | –    | –    | 4        | 0        | 11       | 0        |
| 88                                                 | CS    | Somália                | BRA        | 28        | 5         | 2330      | 1    | 0    | 9        | 3        | 38       | 8        |
| 91                                                 | KP    | Quenten Martinus       | NED        | 7         | 0         | 367       | –    | –    | 2        | 0        | 9        | 0        |
| 99                                                 | CS    | Leonardo               | BRA        | 9         | 2         | 683       | –    | –    | 3        | 0        | 12       | 2        |
| Játékosok, akik kölcsönben más klubnál szerepeltek |       |                        |            |           |           |           |      |      |          |          |          |          |
| 11                                                 | CS    | Máté János             | HUN        | 8         | 1         | 244       | –    | –    | 6        | 3        | 14       | 4        |
| 22                                                 | KP    | Busai Attila           | HUN        | 1         | 0         | 1         | –    | –    | 4        | 1        | 5        | 1        |
| 26                                                 | V     | Grúz Tamás             | HUN        | 5         | 0         | 362       | –    | –    | 4        | 0        | 9        | 0        |
| Játékosok, akik szezon közben elhagyták a klubot   |       |                        |            |           |           |           |      |      |          |          |          |          |
| 20                                                 | KP    | Menyhárt Attila        | HUN        | –         | –         | –         | –    | –    | 1        | 0        | 1        | 0        |
| 29                                                 | V     | Fülöp Noel             | HUN        | 1         | 0         | 69        | –    | –    | –        | –        | 1        | 0        |
| 60                                                 | CS    | Pölöskey Péter         | HUN        | 1         | 0         | 72        | –    | –    | –        | –        | 1        | 0        |
| 99                                                 | CS    | Beliczky Gergő         | HUN        | 4         | 0         | 100       | –    | –    | 4        | 0        | 8        | 0        |

### Góllövőlista
Az alábbi táblázatban látható a szezon összes ferencvárosi gólszerzője (MLSZ által kiírt sorozatokat számítva). Zárójelben a 11-esből szerzett találatok száma szerepel. Holtversenynél az ábécé rangsorolt.
| Játékos                | Bajnokság | Kupa | Ligakupa | Összesen |
| ---------------------- | --------- | ---- | -------- | -------- |
| Böde Dániel            | 17 (2)    | 0    | 3        | 20 (2)   |
| Milan Perić            | 4 (1)     | 0    | 6 (1)    | 10 (2)   |
| Julian Jenner          | 5         | 0    | 4        | 9        |
| Somália                | 5         | 0    | 3        | 8        |
| Józsi György           | 5 (3)     | 0    | 1        | 6 (3)    |
| Vladan Čukić           | 2         | 0    | 3        | 5        |
| Stanley Aborah         | 1         | 0    | 3        | 4        |
| Máté János             | 1         | 0    | 3 (2)    | 4 (2)    |
| Aleksandar Alempijević | 2         | 0    | 0        | 2        |
| Gyömbér Gábor          | 2         | 0    | 0        | 2        |
| Andrei Ionescu         | 1         | 0    | 1        | 2        |
| Martin Klein           | 2         | 0    | 0        | 2        |
| Leonardo               | 2         | 0    | 0        | 2        |
| Muhamed Bešić          | 1         | 0    | 0        | 1        |
| Busai Attila           | 0         | 0    | 1        | 1        |
| Orosz Márk             | 1         | 0    | 0        | 1        |

### Mérkőzések statisztikái
| Lejátszott mérkőzések száma        | 42 (30 OTP Bank Liga, 1 Magyar kupa, 11 Ligakupa)      |
| Győzelmek száma                    | 22 (13 OTP Bank Liga, 0 Magyar kupa, 9 Ligakupa)       |
| Döntetlenek száma                  | 11 (10 OTP Bank Liga, 0 Magyar kupa, 1 Ligakupa)       |
| Vereségek száma                    | 9 (7 OTP Bank Liga, 1 Magyar kupa, 1 Ligakupa)         |
| Szerzett gólok száma               | 79                                                     |
| Kapott gólok száma                 | 49                                                     |
| Gólkülönbség                       | +30                                                    |
| Sárga lapok                        | 91                                                     |
| Kiállítások                        | 7                                                      |
| Legtöbbet figyelmeztetett játékos  | Vladan Čukić (18 , 0 )                                 |
| Legnagyobb arányú győzelem         | Szolnoki MÁV 0–5 Ferencváros (2012. 11. 03.)           |
| Legnagyobb arányú vereség          | Ferencváros 0–2 Budapest Honvéd (2012. 08. 25.)        |
| Legnagyobb arányú vereség          | Ferencváros 0–2 Haladás (2012. 09. 26.)                |
| Legnagyobb arányú vereség          | MTK Budapest 4–2 Ferencváros (2012. 11. 03.)           |
| Legnagyobb arányú vereség          | Lombard Pápa 4–2 Ferencváros (2013. 03. 06.)           |
| Legmagasabb hazai nézőszám         | 17 000 néző, Ferencváros 2–1 Újpest (2013. 03. 10.)    |
| Legalacsonyabb hazai nézőszám      | 300 néző, Ferencváros 2–0 MTK Budapest (2012. 12. 05.) |
| Legtöbbször pályára lépett játékos | Gyömbér Gábor (39 mérk.)                               |
| Házi gólkirály                     | Böde Dániel (20 )                                      |
| Pontok                             | 77/126 (61,11%)                                        |

### Kiírások
A Ferencváros ebben a szezonban három kiírás küzdelmeiben vett részt.
| Kiírás        | Statisztikák | Statisztikák | Statisztikák | Statisztikák | Statisztikák | Statisztikák | Kezdő forduló | Végső forduló/ helyezés | Mérkőzések dátumai | Mérkőzések dátumai |
| Kiírás        | M            | GY           | D            | V            | LG–KG        | GK           | Kezdő forduló | Végső forduló/ helyezés | Első               | Utolsó             |
| ------------- | ------------ | ------------ | ------------ | ------------ | ------------ | ------------ | ------------- | ----------------------- | ------------------ | ------------------ |
| OTP Bank Liga | 30           | 13           | 10           | 7            | 51–36        | +15          | –             | 5. hely                 | 2012. 07. 28.      | 2013. 05. 31.      |
| Magyar kupa   | 1            | 0            | 0            | 1            | 0–2          | –2           | 2. forduló    | 2. forduló              | 2012. 09. 26.      | 2012. 09. 26.      |
| Ligakupa      | 11           | 9            | 1            | 1            | 28–11        | +17          | Csoportkör    | Győztes                 | 2012. 09. 05.      | 2013. 04. 24.      |

## OTP Bank Liga

### Mérkőzések
| 1. forduló 2012. július 28. 20:45 |

| Ferencváros                         | 1 – 1               | Kecskeméti TE                                         |
| ----------------------------------- | ------------------- | ----------------------------------------------------- |
| Alempijević 33' Čukić 33' Otten 88′ | (1 – 0) Jegyzőkönyv | 63' Jorginho 45' Savić 50' Salami 58' Bori 75′ Balogh |

| Albert Flórián Stadion, Budapest Nézőszám: 7 800 Játékvezető: Szabó Zsolt (magyar) |

| 2. forduló 2012. augusztus 4. 20:45 |

| Pécsi MFC               | 0 – 0               | Ferencváros        |
| ----------------------- | ------------------- | ------------------ |
| Wittrédi 12' Lantos 60′ | (0 – 0) Jegyzőkönyv | 11' Klein 16' Grúz |

| PMFC Stadion, Pécs Nézőszám: 5 000 Játékvezető: Fábián Mihály (magyar) |

| 3. forduló 2012. augusztus 11. 20:45 |

| Ferencváros                                             | 4 – 1               | Lombard Pápa                        |
| ------------------------------------------------------- | ------------------- | ----------------------------------- |
| Józsi 6' 17' (11-esből) Klein 68' 33' Máté 73' Grúz 10' | (2 – 1) Jegyzőkönyv | 9' Maróti 16′ Rodenbücher 42' Szabó |

| Albert Flórián Stadion, Budapest Nézőszám: 3 700 Játékvezető: Németh Ádám (magyar) |

| 4. forduló 2012. augusztus 19. 16:30 |

| Újpest                                                                          | 2 – 1               | Ferencváros                  |
| ------------------------------------------------------------------------------- | ------------------- | ---------------------------- |
| Kabát 28' Tshibuabua 90+4' Christ 60' Remili 70' Stanisavljević 90' Antón 90+1' | (1 – 0) Jegyzőkönyv | 90' Orosz 27' Sváb 35' Čukić |

| Szusza Ferenc Stadion, Budapest Nézőszám: 9 827 Játékvezető: Bognár Tamás (magyar) |

| 5. forduló 2012. augusztus 25. 16:15 |

| Ferencváros        | 0 – 2               | Budapest Honvéd                                                          |
| ------------------ | ------------------- | ------------------------------------------------------------------------ |
| Grúz 19' Klein 38′ | (0 – 1) Jegyzőkönyv | 44' 44' Tchami 90+2' 55' Délczeg 11' Baráth 49' Ignjatović 51' Živanović |

| Albert Flórián Stadion, Budapest Nézőszám: 4 500 Játékvezető: Andó-Szabó Sándor (magyar) |

| 6. forduló 2012. szeptember 1. 16:00 |

| Egri FC                                                                    | 2 – 2               | Ferencváros                                                                |
| -------------------------------------------------------------------------- | ------------------- | -------------------------------------------------------------------------- |
| Németh 72' 90+4' (11-esből) Preklet 37' Hamouz 46' Pisanjuk 68' Knakal 69' | (0 – 0) Jegyzőkönyv | 47' (11-esből) Perić 52' Böde 17' Sváb 42' Somália 69' Otten 90+4' Gyömbér |

| Oláh Gábor utca, Debrecen Nézőszám: 2 000 Játékvezető: Solymosi Péter (magyar) |

| 7. forduló 2012. szeptember 14. 19:00 |

| Ferencváros                                                 | 2 – 1               | Haladás                                                              |
| ----------------------------------------------------------- | ------------------- | -------------------------------------------------------------------- |
| Somália 10' Čukić 87' 59' Otten 17' Jovanović 66' Klein 71' | (1 – 0) Jegyzőkönyv | 90+3' Andorka 20' Rajos 29' Halmosi 38' Simon 58' Iszlai 87' Kulcsár |

| Albert Flórián Stadion, Budapest Nézőszám: 4 500 Játékvezető: Farkas Ádám (magyar) |

| 8. forduló 2012. szeptember 23. 18:30 |

| BFC Siófok                       | 0 – 0               | Ferencváros             |
| -------------------------------- | ------------------- | ----------------------- |
| Zamostny 22' Kecskés 64' Pál 76' | (0 – 0) Jegyzőkönyv | 71' Ranilovič 88' Bešić |

| Révész Géza utca, Siófok Nézőszám: 2 000 Játékvezető: Takács János (magyar) |

| 9. forduló 2012. szeptember 30. 16:30 |

| Ferencváros                       | 2 – 0               | Diósgyőr                                             |
| --------------------------------- | ------------------- | ---------------------------------------------------- |
| Böde 70' Perić 90+2' 87' Sváb 59' | (0 – 0) Jegyzőkönyv | 7' Gosztonyi 11' Bacsa 26' Takács 70' Gohér 82' Vági |

| Albert Flórián Stadion, Budapest Nézőszám: 5 400 Játékvezető: Becséri Dániel (magyar) |

| 10. forduló 2012. október 7. 16:30 |

| Videoton                           | 1 – 2               | Ferencváros                                                     |
| ---------------------------------- | ------------------- | --------------------------------------------------------------- |
| Nikolics 69' (11-esből) Caneira 6' | (0 – 1) Jegyzőkönyv | 7' (11-esből) Józsi 74' 39' Böde 12' Gyömbér 30' Jova 68' Klein |

| Sóstói Stadion, Székesfehérvár Nézőszám: 5 616 Játékvezető: Iványi Zoltán (magyar) |

| 11. forduló 2012. október 19. 19:00 |

| Ferencváros                                     | 2 – 2               | Paksi FC                                                                             |
| ----------------------------------------------- | ------------------- | ------------------------------------------------------------------------------------ |
| Ionescu 40' Gyömbér 88' Bešić 28' Jovanović 85' | (1 – 0) Jegyzőkönyv | 54' 2' Simon 85' (öngól) Jovanović 56' Szabó 58' Heffler T. 88' Kulcsár 90+3' Tököli |

| Albert Flórián Stadion, Budapest Nézőszám: 5 800 Játékvezető: Solymosi Péter (magyar) |

| 12. forduló 2012. október 28. 18:30 |

| Ferencváros         | 1 – 1               | Győri ETO                              |
| ------------------- | ------------------- | -------------------------------------- |
| Alempijević 62' 69' | (1 – 0) Jegyzőkönyv | 7' 90+2' Varga 56' Dinjar 69' Đorđević |

| Albert Flórián Stadion, Budapest Nézőszám: 6 100 Játékvezető: Bognár Tamás (magyar) |

| 13. forduló 2012. november 3. 14:00 |

| MTK Budapest                                                 | 4 – 2               | Ferencváros                      |
| ------------------------------------------------------------ | ------------------- | -------------------------------- |
| Csiki 10' 44' Hidvégi 90' Könyves 92' Zsidai 30' Nikházi 90' | (2 – 1) Jegyzőkönyv | 37' Józsi 80' Böde 49' Jovanović |

| Hidegkuti Nándor Stadion, Budapest Nézőszám: 4 000 Játékvezető: Kassai Viktor (magyar) |

| 14. forduló 2012. november 11. 16:30 |

| Ferencváros                                       | 2 – 1               | Debreceni VSC                                       |
| ------------------------------------------------- | ------------------- | --------------------------------------------------- |
| Böde 34' Józsi 90' (11-esből) Bešić 61' Čukić 84' | (1 – 1) Jegyzőkönyv | 10' Coulibaly 39' Nagy 75' Spitzmüller 89' Mészáros |

| Albert Flórián Stadion, Budapest Nézőszám: 7 943 Játékvezető: Fábián Mihály (magyar) |

| 15. forduló 2012. november 18. 16:30 |

| Kaposvári Rákóczi                 | 1 – 0               | Ferencváros |
| --------------------------------- | ------------------- | ----------- |
| Pavlović 72' Kovács 12' Okuka 76' | (0 – 0) Jegyzőkönyv | 44' Gyömbér |

| Rákóczi Stadion, Kaposvár Nézőszám: 4 500 Játékvezető: Solymosi Péter (magyar) |

| 16. forduló 2012. november 24. 16:00 |

| Kecskeméti TE                                                                  | 2 – 2               | Ferencváros                                               |
| ------------------------------------------------------------------------------ | ------------------- | --------------------------------------------------------- |
| Burgos 28' Forró 50' Póti 57' Mohl 84′ Jorginho 86' Patvaros 90+2' Vaskó 90+3' | (1 – 0) Jegyzőkönyv | 63' Böde 80' Jenner 60′ Bešić 83' Čukić 90+4′ Alempijević |

| Széktói Stadion, Kecskemét Nézőszám: 5 350 Játékvezető: Bognár Tamás (magyar) |

| 17. forduló 2012. december 2. 18:30 |

| Ferencváros                                            | 3 – 2               | Pécsi MFC                                                    |
| ------------------------------------------------------ | ------------------- | ------------------------------------------------------------ |
| Böde 70' 90+4' Perić 78' Józsi 44' Otten 68' Bönig 89' | (0 – 1) Jegyzőkönyv | 39' Wittrédi 48' 50' Bajzát 44' Akran 53' Bodnár 82' Horváth |

| Albert Flórián Stadion, Budapest Nézőszám: 5 588 Játékvezető: Farkas Ádám (magyar) |

| 18. forduló 2013. március 3. 16:30 |

| Lombard Pápa                               | 0 – 3               | Ferencváros                                     |
| ------------------------------------------ | ------------------- | ----------------------------------------------- |
| Arsić 14' Marić 37' Tóth B. 41' Balogh 47' | (0 – 2) Jegyzőkönyv | 17' Jenner 23' 59' Aborah 84' Böde 40' Martinus |

| Perutz Stadion, Pápa Nézőszám: 4 000 Játékvezető: Farkas Ádám (magyar) |

| 19. forduló 2013. március 10. 16:30 |

| Ferencváros             | 2 – 1               | Újpest                   |
| ----------------------- | ------------------- | ------------------------ |
| Somália 41' Čukić 90+3' | (1 – 0) Jegyzőkönyv | 51' 47' Kabát 45' Christ |

| Albert Flórián Stadion, Budapest Nézőszám: 17 000 Játékvezető: Solymosi Péter (magyar) |

| 20. forduló 2013. április 16. 20:30 |

| Budapest Honvéd                                            | 1 – 0               | Ferencváros |
| ---------------------------------------------------------- | ------------------- | ----------- |
| Tchami 66' Martínez 9' Lovrić 53' Diarra 63' Lanzafame 72' | (0 – 0) Jegyzőkönyv |             |

| Bozsik József Stadion, Budapest Nézőszám: 4 500 Játékvezető: Iványi Zoltán (magyar) |

- Elhalasztott mérkőzés.

| 21. forduló 2013. március 30. 18:30 |

| Ferencváros                        | 4 – 0               | Egri FC       |
| ---------------------------------- | ------------------- | ------------- |
| Böde 4' 74' Jenner 10' Somália 67' | (2 – 0) Jegyzőkönyv | 17′ Mecinović |

| Puskás Ferenc Stadion, Budapest Nézőszám: 5 000 Játékvezető: Iványi Zoltán (magyar) |

| 22. forduló 2013. április 6. 16:00 |

| Haladás   | 0 – 0               | Ferencváros                                |
| --------- | ------------------- | ------------------------------------------ |
| Ugrai 83' | (0 – 0) Jegyzőkönyv | 22' Leonardo 55' Čukić 70' Böde 78' Jenner |

| Rohonci út, Szombathely Nézőszám: 5 205 Játékvezető: Andó-Szabó Sándor (magyar) |

| 23. forduló 2013. április 13. 18:30 |

| Ferencváros                                              | 4 – 2               | BFC Siófok                                          |
| -------------------------------------------------------- | ------------------- | --------------------------------------------------- |
| Böde 11' 54' 65' Leonardo 89' 62' Gyömbér 4' Perić 90+2' | (1 – 1) Jegyzőkönyv | 27' Tímár 72' 63' Melczer 32' Kecskés 49' Windecker |

| Puskás Ferenc Stadion, Budapest Nézőszám: 6 400 Játékvezető: Erdős József (magyar) |

| 24. forduló 2013. április 21. 16:30 |

| Diósgyőr                         | 2 – 2               | Ferencváros                                                                        |
| -------------------------------- | ------------------- | ---------------------------------------------------------------------------------- |
| Seydi 13' 73' Gohér 69' Vági 82' | (1 – 2) Jegyzőkönyv | 7' 22' Jenner 43' Gyömbér 12' Alempijević 19' Čukić 31' Sváb 70' Böde 78' Leonardo |

| DVTK-stadion, Miskolc Nézőszám: 10 000 Játékvezető: Solymosi Péter (magyar) |

| 25. forduló 2013. április 28. 16:30 |

| Ferencváros             | 0 – 1               | Videoton                                             |
| ----------------------- | ------------------- | ---------------------------------------------------- |
| Aborah 79' Jenner 90+2′ | (0 – 1) Jegyzőkönyv | 1' 66' Torghelle 10' Álvarez 68' Juhász 79' Szolnoki |

| Puskás Ferenc Stadion, Budapest Nézőszám: 10 128 Játékvezető: Kassai Viktor (magyar) |

| 26. forduló 2013. május 5. 18:30 |

| Paksi FC                                                         | 1 – 3               | Ferencváros                                                                         |
| ---------------------------------------------------------------- | ------------------- | ----------------------------------------------------------------------------------- |
| Lázok 88' (11-esből) Heffler 28' Szabó 44' Sifter 62' Tököli 76' | (0 – 1) Jegyzőkönyv | 45' 54' Leonardo 66' Bešić 73' Klein 6' Bönig 42' Alempijević 75' Somália 78' Čukić |

| Fehérvári út, Paks Nézőszám: 5 150 Játékvezető: Andó-Szabó Sándor (magyar) |

| 27. forduló 2013. május 12. 18:30 |

| Győri ETO                                   | 1 – 0               | Ferencváros                                  |
| ------------------------------------------- | ------------------- | -------------------------------------------- |
| Völgyi 60' (11-esből) 33′, 62′ Střeštík 79′ | (0 – 0) Jegyzőkönyv | 50' Bešić 59′ Alempijević 69' Čukić 87' Böde |

| ETO Park, Győr Nézőszám: 13 700 Játékvezető: Farkas Ádám (magyar) |

| 28. forduló 2013. május 18. 14:00 |

| Ferencváros          | 2 – 0               | MTK Budapest |
| -------------------- | ------------------- | ------------ |
| Somália 52' Böde 68' | (1 – 0) Jegyzőkönyv | 63' Poór     |

| ETO Park, Győr Nézőszám: 3 200 Játékvezető: Kassai Viktor (magyar) |

| 29. forduló 2013. május 26. 16:30 |

| Debreceni VSC                                                                     | 2 – 3               | Ferencváros                                         |
| --------------------------------------------------------------------------------- | ------------------- | --------------------------------------------------- |
| Coulibaly 32' 90' Mészáros 18' Spitzmüller 44' Máté 53′ Ferenczi 71' Sidibe 90+4' | (1 – 2) Jegyzőkönyv | 6' Somália 36' Jenner 83' Perić 31' Čukić 90' Bešić |

| Oláh Gábor utca, Debrecen Nézőszám: 9 000 Játékvezető: Bognár Tamás (magyar) |

| 30. forduló 2013. május 31. 19:00 |

| Ferencváros                                                 | 2 – 2               | Kaposvári Rákóczi                                                                     |
| ----------------------------------------------------------- | ------------------- | ------------------------------------------------------------------------------------- |
| Böde 21' (11-esből) 60' (11-esből) Jenner 35' Jovanović 84' | (1 – 0) Jegyzőkönyv | 55' Okuka 84' (11-esből) 87' Waltner 19' Jánvári 60' Dankwah 62' Pavlović 88' Vručina |

| ETO Park, Győr Nézőszám: 3 800 Játékvezető: Szabó Zsolt (magyar) |

### A végeredmény
| #   | Csapat                | M  | GY | D  | V  | G+ – G– | GK  | P  | Megjegyzések                                   |
| --- | --------------------- | -- | -- | -- | -- | ------- | --- | -- | ---------------------------------------------- |
| 1.  | Győri ETO (B)         | 30 | 19 | 7  | 4  | 57–33   | +24 | 64 | 2013–2014-es Bajnokok Ligája – 2. selejtezőkör |
| 2.  | Videoton (I)          | 30 | 16 | 6  | 8  | 52–24   | +28 | 54 | 2013–2014-es Európa-liga – 1. selejtezőkör     |
| 3.  | Budapest Honvéd (I)   | 30 | 15 | 7  | 8  | 50–36   | +14 | 52 | 2013–2014-es Európa-liga – 1. selejtezőkör     |
| 4.  | MTK BudapestÚ         | 30 | 15 | 6  | 9  | 43–30   | +13 | 51 |                                                |
| 5.  | Ferencváros           | 30 | 13 | 10 | 7  | 51–36   | +15 | 49 |                                                |
| 6.  | Debreceni VSCCV (KGY) | 30 | 14 | 4  | 12 | 47–36   | +11 | 46 | 2013–2014-es Európa-liga – 2. selejtezőkör1    |
| 7.  | Kecskeméti TE         | 30 | 12 | 8  | 10 | 42–42   | 0   | 44 |                                                |
| 8.  | Haladás               | 30 | 11 | 11 | 8  | 36–27   | +9  | 44 |                                                |
| 9.  | Újpest                | 30 | 11 | 8  | 11 | 40–42   | −2  | 41 |                                                |
| 10. | Diósgyőr              | 30 | 9  | 11 | 10 | 31–39   | −8  | 38 |                                                |
| 11. | Kaposvári Rákóczi     | 30 | 10 | 7  | 13 | 35–38   | −3  | 37 |                                                |
| 12. | Pécsi MFC             | 30 | 10 | 7  | 13 | 33–44   | −11 | 37 |                                                |
| 13. | Paksi FC              | 30 | 8  | 11 | 11 | 40–38   | +2  | 35 |                                                |
| 14. | Lombard Pápa          | 30 | 7  | 7  | 16 | 26–46   | −20 | 28 |                                                |
| 15. | BFC Siófok (K)        | 30 | 7  | 4  | 19 | 31–61   | −30 | 25 | NB II                                          |
| 16. | Egri FCÚ (K)          | 30 | 3  | 6  | 21 | 25–67   | −42 | 15 | NB II                                          |

Forrás: MLSZ adatbank 
A rangsorolás alapszabályai: 1. összpontszám, 2. győzelmek száma, 3. gólkülönbség, 4. szerzett gólok száma, 5. egymás elleni eredmények összpontszáma,  6. egymás elleni eredmények gólkülönbsége, 7. egymás elleni eredmények szerzett góljainak száma, 8. egymás elleni eredmények idegenben szerzett góljainak száma.
1 A Debreceni VSC a 2013–14-es Európa-liga 2. selejtezőkörében indulhat, kupagyőztesként.
(B): Bajnokcsapat, (K): Kieső csapat, (F): Feljutó csapat, (I): Kupainduló, (R): A rájátszás győztese, (KGY): Kupagyőztes

### Eredmények összesítése
Az alábbi táblázatban összesítve szerepelnek a Ferencváros bajnokságban elért eredményei, különbontva hazai, illetve idegenbeli mérkőzésekre.
| Ősz/tavasz (forduló)    | Otthon | Otthon | Otthon | Otthon | Otthon | Otthon | Otthon | Idegenben | Idegenben | Idegenben | Idegenben | Idegenben | Idegenben | Idegenben |
| Ősz/tavasz (forduló)    | M      | GY     | D      | V      | LG–KG  | GK     | P      | M         | GY        | D         | V         | LG–KG     | GK        | P         |
| ----------------------- | ------ | ------ | ------ | ------ | ------ | ------ | ------ | --------- | --------- | --------- | --------- | --------- | --------- | --------- |
| Őszi szezon (1–17.)     | 9      | 5      | 3      | 1      | 17–11  | +6     | 18     | 8         | 1         | 4         | 3         | 9–12      | –3        | 7         |
| Tavaszi szezon (18–30.) | 6      | 4      | 1      | 1      | 14–6   | +8     | 13     | 7         | 3         | 2         | 2         | 11–7      | +4        | 11        |
| Összesen (1–30.)        | 15     | 9      | 4      | 2      | 31–17  | +14    | 31     | 15        | 4         | 6         | 5         | 20–19     | +1        | 18        |

### Helyezések fordulónként
| Forduló  | 1  | 2  | 3  | 4 | 5  | 6 | 7  | 8 | 9  | 10 | 11 | 12 | 13 | 14 | 15 | 16 | 17 | 18 | 19 | 20 | 21 | 22 | 23 | 24 | 25 | 26 | 27 | 28 | 29 | 30 |
| -------- | -- | -- | -- | - | -- | - | -- | - | -- | -- | -- | -- | -- | -- | -- | -- | -- | -- | -- | -- | -- | -- | -- | -- | -- | -- | -- | -- | -- | -- |
| Helyszín | O  | I  | O  | I | O  | I | O  | I | O  | I  | O  | O  | I  | O  | I  | I  | O  | I  | O  | I  | O  | I  | O  | I  | O  | I  | I  | O  | I  | O  |
| Eredmény | D  | D  | GY | V | V  | D | GY | D | GY | GY | D  | D  | V  | GY | V  | D  | GY | GY | GY | V  | GY | D  | GY | D  | V  | GY | V  | GY | GY | D  |
| Helyezés | 10 | 11 | 5  | 9 | 10 | 9 | 8  | 8 | 7  | 6  | 5  | 5  | 8  | 6  | 7  | 7  | 6  | 5  | 5  | 6  | 4  | 4  | 4  | 4  | 6  | 5  | 6  | 6  | 5  | 5  |

Helyszín: O = Otthon; I = Idegenben. Eredmény: GY = Győzelem; D = Döntetlen; V = Vereség.

### Szerzett pontok ellenfelenként
Az alábbi táblázatban láthatóak a Ferencváros megszerzett pontjai, ellenfelenként bontva. Mindössze egy olyan csapat van, amelytől nem sikerült pontot szerezni, ez a Budapest Honvéd. Két klub ellen abszolválták a maximális hat pontot, ezek a Debreceni VSC, valamint a Lombard Pápa.
| Ellenfél          | Eredmény | Eredmény  | Pontok |
| Ellenfél          | Otthon   | Idegenben | Pontok |
| ----------------- | -------- | --------- | ------ |
| BFC Siófok        | 4–2      | 0–0       | 4      |
| Budapest Honvéd   | 0–2      | 0–1       | 0      |
| Debreceni VSC     | 2–1      | 3–2       | 6      |
| Diósgyőr          | 2–0      | 2–2       | 4      |
| Egri FC           | 4–0      | 2–2       | 4      |
| Győri ETO         | 1–1      | 0–1       | 1      |
| Haladás           | 2–1      | 0–0       | 4      |
| Kaposvári Rákóczi | 2–2      | 0–1       | 1      |
| Kecskeméti TE     | 1–1      | 2–2       | 2      |
| Lombard Pápa      | 4–1      | 3–0       | 6      |
| MTK Budapest      | 2–0      | 2–4       | 3      |
| Paksi FC          | 2–2      | 3–1       | 4      |
| Pécsi MFC         | 3–2      | 0–0       | 4      |
| Újpest            | 2–1      | 1–2       | 3      |
| Videoton          | 0–1      | 2–1       | 3      |

## Magyar kupa
2. forduló
| 2012. szeptember 26. 18:00 |

| Ferencváros                     | 0 – 2               | Haladás                                                |
| ------------------------------- | ------------------- | ------------------------------------------------------ |
| Somália 39' Čukić 61' Perić 78' | (0 – 0) Jegyzőkönyv | 47' Halmosi 48' 59′ Andorka 84' Iszlai 90+2' Devecseri |

| Albert Flórián Stadion, Budapest Nézőszám: 2 100 Játékvezető: Szabó Zsolt (magyar) |

Továbbjutott a Haladás, 2–0-s összesítéssel.

## Ligakupa

### Csoportkör
| Csapat        | M | Gy | D | V | G+ | G– | Gk  | P  |
| ------------- | - | -- | - | - | -- | -- | --- | -- |
| Ferencváros   | 6 | 5  | 1 | 0 | 14 | 4  | +10 | 16 |
| Kecskeméti TE | 6 | 2  | 3 | 1 | 12 | 7  | +5  | 9  |
| MTK Budapest  | 6 | 1  | 2 | 3 | 5  | 7  | –2  | 5  |
| Szolnoki MÁV  | 6 | 0  | 2 | 4 | 5  | 18 | –13 | 2  |

| 1. forduló 2012. szeptember 5. 18:00 |

| MTK Budapest | 0 – 1               | Ferencváros                       |
| ------------ | ------------------- | --------------------------------- |
|              | (0 – 1) Jegyzőkönyv | 12' Somália 38' Čukić 62' Gyömbér |

| Hidegkuti Nándor Stadion, Budapest Nézőszám: 400 Játékvezető: Böcskei Balázs (magyar) |

| 2. forduló 2012. szeptember 9. 18:30 |

| Ferencváros                                  | 2 – 1               | Kecskeméti TE                               |
| -------------------------------------------- | ------------------- | ------------------------------------------- |
| Somália 27' Böde 66' Čukić 32' Jovanović 74' | (1 – 1) Jegyzőkönyv | 42' Balázs 53' Koszó 74′ Mohl 90+1' Tarabai |

| Albert Flórián Stadion, Budapest Nézőszám: 500 Játékvezető: Andó-Szabó Sándor (magyar) |

| 3. forduló 2012. október 10. 18:00 |

| Ferencváros                                            | 2 – 1               | Szolnoki MÁV                        |
| ------------------------------------------------------ | ------------------- | ----------------------------------- |
| Perić 20' Máté 90' (11-esből) 90' Čukić 12' Jenner 61' | (1 – 1) Jegyzőkönyv | 3' Szepessy 19′ Rokszin 89′ Kiprich |

| Albert Flórián Stadion, Budapest Nézőszám: 600 Játékvezető: Radványi Ádám (magyar) |

| 4. forduló 2012. október 13. 16:00 |

| Kecskeméti TE                               | 2 – 2               | Ferencváros                          |
| ------------------------------------------- | ------------------- | ------------------------------------ |
| Salami 10' Litsingi 15' Forró 65' Vaskó 90′ | (2 – 1) Jegyzőkönyv | 36' 80' Jenner 60' Ionescu 64' Čukić |

| Széktói Stadion, Kecskemét Nézőszám: 700 Játékvezető: Szilasi Szabolcs (magyar) |

| 5. forduló 2012. november 13. 13:30 |

| Szolnoki MÁV                          | 0 – 5               | Ferencváros                                                                   |
| ------------------------------------- | ------------------- | ----------------------------------------------------------------------------- |
| Urbán-Szabó 34' Kállai 43' B. Tóth 2′ | (0 – 2) Jegyzőkönyv | 19' 43' (11-esből) 73' 37' Perić 52' 26' Busai 76' (11-esből) Máté 21' Holman |

| Véső utca, Szolnok Nézőszám: 100 Játékvezető: Pánczél Krisztián (magyar) |

| 6. forduló 2012. december 5. 17:00 |

| Ferencváros                           | 2 – 0               | MTK Budapest |
| ------------------------------------- | ------------------- | ------------ |
| Perić 1' Máté 16' Busai 43' Čukić 67' | (2 – 0) Jegyzőkönyv | 88' Nagy     |

| Albert Flórián Stadion, Budapest Nézőszám: 300 Játékvezető: Kassai Viktor (magyar) |

### Egyenes kieséses szakasz
Negyeddöntő
| 2013. február 20. 16:00 |

| Ferencváros                              | 3 – 1               | Lombard Pápa                                |
| ---------------------------------------- | ------------------- | ------------------------------------------- |
| Józsi 40' Jenner 42' Böde 50' Csilus 78' | (2 – 0) Jegyzőkönyv | 57' Marić 26' Tóth G. 58' Arsić 66' Tóth B. |

| Albert Flórián Stadion, Budapest Nézőszám: 1 846 Játékvezető: Andó-Szabó Sándor (magyar) |

| 2013. március 6. 17:00 |

| Lombard Pápa                                                                 | 4 – 2               | Ferencváros                               |
| ---------------------------------------------------------------------------- | ------------------- | ----------------------------------------- |
| Arsić 30' 98' Orozco 64' Lagator 89' Szabó 117' 90+3' Tóth G. 59' Németh 96' | (1 – 0) Jegyzőkönyv | 53' Böde 93' Čukić 115' Jenner 117′ Bešić |

| Perutz Stadion, Pápa Nézőszám: 1 200 Játékvezető: Radványi Ádám (magyar) |

Továbbjutott a Ferencváros, 5–5-ös összesítéssel, idegenben lőtt több góllal.
Elődöntő
| 2013. március 20. 18:00 |

| Egri FC                               | 1 – 3               | Ferencváros                                 |
| ------------------------------------- | ------------------- | ------------------------------------------- |
| Mecinović 22' Horváth 24' Preklet 88' | (1 – 2) Jegyzőkönyv | 35' Jenner 37' Aborah 53' Čukić 90+1' Perić |

| Ligeti Stadion, Vác Nézőszám: 1 000 Játékvezető: Szabó Zsolt (magyar) |

| 2013. március 23. 18:00 |

| Ferencváros                                   | 1 – 0               | Egri FC                                      |
| --------------------------------------------- | ------------------- | -------------------------------------------- |
| Perić 16' Čukić 9' Leonardo 57' Jovanović 60' | (1 – 0) Jegyzőkönyv | 38' Pavičević 52' Preklet 57' Buač 64' Balog |

| Albert Flórián Stadion, Budapest Nézőszám: 800 Játékvezető: Becséri Dániel (magyar) |

Továbbjutott a Ferencváros, 4–1-es összesítéssel.
Döntő
| 2013. április 24. 17:30 |

| Ferencváros                                                                              | 5 – 1                         | Videoton                                                               |
| ---------------------------------------------------------------------------------------- | ----------------------------- | ---------------------------------------------------------------------- |
| Čukić 21' 69' Jenner 27' Aborah 39' 70' 88' Somália 75' Bešić 13' Bönig 73' Leonardo 87' | (3 – 1) Jegyzőkönyv Részletek | 23' Mitrović 44' Álvarez 45' Vinícius 49' Juhász 51' Gomes 88' Stopira |

| Sóstói Stadion, Székesfehérvár Nézőszám: 6 200 Játékvezető: Farkas Ádám (magyar) |

## Felkészülési mérkőzések

### Nyári felkészülési mérkőzések
| 2012. június 23. 17:00 |

| Maglód             | 0 – 5               | Ferencváros               |
| ------------------ | ------------------- | ------------------------- |
| Vincze 29' (öngól) | (0 – 2) Jegyzőkönyv | 11' Böde 80' 85' 90' Máté |

| Maglód |

| 2012. július 4. 18:00 |

| Ferencváros | 1 – 2               | Veszprém              |
| ----------- | ------------------- | --------------------- |
| Gyömbér 49' | (0 – 1) Jegyzőkönyv | 38' Császár 57' Honma |

| Népliget, 3-as edzőpálya, Budapest Nézőszám: 562 |

| 2012. július 7. 10:00 |

| Ferencváros | 1 – 2               | Paksi FC                        |
| ----------- | ------------------- | ------------------------------- |
| Čukić 16'   | (0 – 2) Jegyzőkönyv | 20' Bartha 60' (11-esből) Simon |

| Népliget, 3-as edzőpálya, Budapest Nézőszám: 400 |

| 2012. június 23. 17:00 |

| Aszód                | 2 – 6               | Ferencváros                                |
| -------------------- | ------------------- | ------------------------------------------ |
| Nagy 66' Böde T. 72' | (0 – 2) Jegyzőkönyv | 41' Batik 45' 50' 85' Birtalan 52' 82' Ene |

| Aszód Nézőszám: 1 000 |

| 2012. július 14. 10:30 |

| Ferencváros                                                      | 5 – 1               | Soroksár     |
| ---------------------------------------------------------------- | ------------------- | ------------ |
| Pölöskey 17' Böde 19' Čukić 28' (11-esből) Somália 49' Klein 80' | (3 – 0) Jegyzőkönyv | 72' Mészáros |

| Népliget, 3-as edzőpálya, Budapest Nézőszám: 500 |

| 2012. július 14. 15:00 |

| Ferencváros            | 2 – 4               | Dunaújváros PASE                                |
| ---------------------- | ------------------- | ----------------------------------------------- |
| Beliczky 40' Orosz 72' | (1 – 3) Jegyzőkönyv | 15' Godslove 30' Perović 41' Villám 61' Salamon |

| Népliget, 3-as edzőpálya, Budapest Nézőszám: 300 |

| 2012. július 18. 16:00 |

| Ferencváros | 1 – 0               | Vasas |
| ----------- | ------------------- | ----- |
| Grúz 18'    | (1 – 0) Jegyzőkönyv |       |

| Népliget, 3-as edzőpálya, Budapest Nézőszám: 600 |

| 2012. július 21. 10:30 |

| Ferencváros                     | 3 – 0               | Szigetszentmiklósi TK |
| ------------------------------- | ------------------- | --------------------- |
| Böde 35' Čukić 37' Pölöskey 76' | (2 – 0) Jegyzőkönyv |                       |

| Albert Flórián Stadion, Budapest Nézőszám: 400 |

| 2012. július 21. 15:00 |

| Ferencváros                         | 4 – 1               | BKV Előre |
| ----------------------------------- | ------------------- | --------- |
| Marković 32' Máté 52' 68' Batik 67' | (1 – 1) Jegyzőkönyv | 45' Berki |

| Népliget, 3-as edzőpálya, Budapest |

### Téli felkészülési mérkőzések
| 2013. január 12. 11:00 |

| Ferencváros                     | 4 – 0               | Paksi FC II |
| ------------------------------- | ------------------- | ----------- |
| Böde 26' Fell 45' Batik 55' 74' | (2 – 0) Jegyzőkönyv |             |

| Népliget – műfüves edzőpálya, Budapest Nézőszám: 800 |

| 2013. január 18. 16:00 |

| Ferencváros                      | 3 – 2               | Dinamo Kijiv (UKR)                                   |
| -------------------------------- | ------------------- | ---------------------------------------------------- |
| Otten 32' Böde 55' 77' Čukić 83' | (1 – 1) Jegyzőkönyv | 6' (11-esből) Huszjev 47' Kravec 3' Haruna 33' Bezus |

| Estadio Municipal de Marbella, Marbella Nézőszám: 50 Játékvezető: Diego Valle Carmona (spanyol) |

| 2013. január 19. 16:30 |

| Ferencváros | 0 – 1               | CFR Cluj (ROM)      |
| ----------- | ------------------- | ------------------- |
|             | (0 – 0) Jegyzőkönyv | 72' (11-esből) Cadú |

| Marbella Nézőszám: 100 |

| 2013. január 21. 16:00 |

| Ferencváros            | 2 – 2               | FC Basel (SUI)                          |
| ---------------------- | ------------------- | --------------------------------------- |
| Čukić 72' 67' Böde 85' | (0 – 2) Jegyzőkönyv | 44' en-Neni 45' Degen 56′, 67′ Dragović |

| Estadio Municipal de Marbella, Marbella Nézőszám: 65 Játékvezető: Kim Dzsonghjok (dél-koreai) |

| 2013. január 23. 19:30 |

| Ferencváros               | 2 – 1               | Steaua București (ROM)                                              |
| ------------------------- | ------------------- | ------------------------------------------------------------------- |
| Somália 25' 82' Čukić 60' | (1 – 1) Jegyzőkönyv | 18' 69' Chipciu 38' Szukała 52' Pârvulescu 60' Pintilii 67′ Nikolić |

| Estadio Municipal de Marbella, Marbella Nézőszám: 500 |

| 2013. január 28. 14:00 |

| Ferencváros                                 | 3 – 0               | Dunakanyar-Vác |
| ------------------------------------------- | ------------------- | -------------- |
| Böde 25' Holman 53' 62' Batik 80' Busai 72' | (1 – 0) Jegyzőkönyv | 63' Pál        |

| Goldball-pálya, Budapest Nézőszám: 200 |

| 2013. január 29. 14:00 |

| Ferencváros            | 2 – 1               | Szolnoki MÁV          |
| ---------------------- | ------------------- | --------------------- |
| Žeravica 63' Orosz 66' | (0 – 1) Jegyzőkönyv | 2' (11-esből) Nagy I. |

| Goldball-pálya, Budapest Nézőszám: 290 |

| 2013. február 2. 12:00 |

| Pécsi MFC  | 1 – 4               | Ferencváros                              |
| ---------- | ------------------- | ---------------------------------------- |
| Grumić 34' | (1 – 1) Jegyzőkönyv | 44' Čukić 53' Aborah 63' Perić 88' Otten |

| Szekszárd Nézőszám: 600 |

| 2013. február 6. 14:00 |

| Ferencváros                     | 3 – 3               | MFK Ružomberok (SVK)     |
| ------------------------------- | ------------------- | ------------------------ |
| Orosz 10' Somália 33' Perić 55' | (2 – 0) Jegyzőkönyv | 63' Lupták 66' 76' Lovás |

| Lipót Nézőszám: 400 |

| 2013. február 10. 16:20 |

| Ferencváros | 1 – 1               | Dnyapro Mahiljov (BLR)   |
| ----------- | ------------------- | ------------------------ |
| Nagy 35'    | (1 – 0) Jegyzőkönyv | 69' (11-esből) Jurcsenko |

| Belek |

| 2013. február 11. 16:05 |

| Ferencváros | 0 – 0               | FC Brașov (ROM) |
| ----------- | ------------------- | --------------- |
|             | (0 – 0) Jegyzőkönyv |                 |

| Belek |

| 2013. február 13. 16:30 |

| Ferencváros           | 1 – 1               | Tegu FC (KOR)              |
| --------------------- | ------------------- | -------------------------- |
| Gyömbér 78' Bešić 71′ | (0 – 1) Jegyzőkönyv | 22' (11-esből) Cso Hjongik |

| Belek |

| 2013. február 14. 16:30 |

| Ferencváros | 1 – 1               | MFK Košice (SVK) |
| ----------- | ------------------- | ---------------- |
| Somália 52' | (0 – 1) Jegyzőkönyv | 12' Gál-Andrezly |

| Belek |

### Stadionbúcsúztató mérkőzés
| 2013. március 24. |

| Ferencváros | 0 – 0               | CFR Cluj (ROM) |
| ----------- | ------------------- | -------------- |
|             | (0 – 0) Jegyzőkönyv |                |

| Albert Flórián Stadion, Budapest Nézőszám: 7 000 Játékvezető: Szabó Zsolt (magyar) |